# Pardosa bleyi
Pardosa bleyi är en spindelart som först beskrevs av Dahl 1908.  Pardosa bleyi ingår i släktet Pardosa och familjen vargspindlar. Inga underarter finns listade i Catalogue of Life.